# Петренко, Сергей Васильевич (депутат)
Сергей Васильевич Петренко (род. 9 июля 1969, Минеральные Воды, Ставропольский край) — российский политический деятель. Депутат Государственной Думы второго созыва (1995—1999).

## Биография
Окончил Академию народного хозяйства при Правительстве РФ в 1999 г.
В 1993 г. был избран председателем Ставропольского городского Союза ветеранов войны в Афганистане.
В декабре 1995 г. был избран депутатом Государственной Думы Федерального Собрания РФ по федеральному списку Всероссийского общественно-политического движения "Наш дом Россия" (НДР), входил в состав фракции НДР. Был членом Комитета Государственной Думы РФ по безопасности, членом Комитета по делам национальностей.